# Lu Giuviddì Sande
Lu Giuviddì Sande (Il Giovedì Santo) è una manifestazione di musica popolare il cui scopo è di rievocare le tradizioni e i canti di questua riguardanti la settimana santa, facendo riemergere l'arcaico legame tra Fede e Folklore. Il nome di tale manifestazione deriva dall'antico canto di questua tipico della settimana santa, Lu Giuviddì Sande appunto, che viene ancora oggi "portato" nelle case delle campagne di Cellino Attanasio in Abruzzo.

## Storia

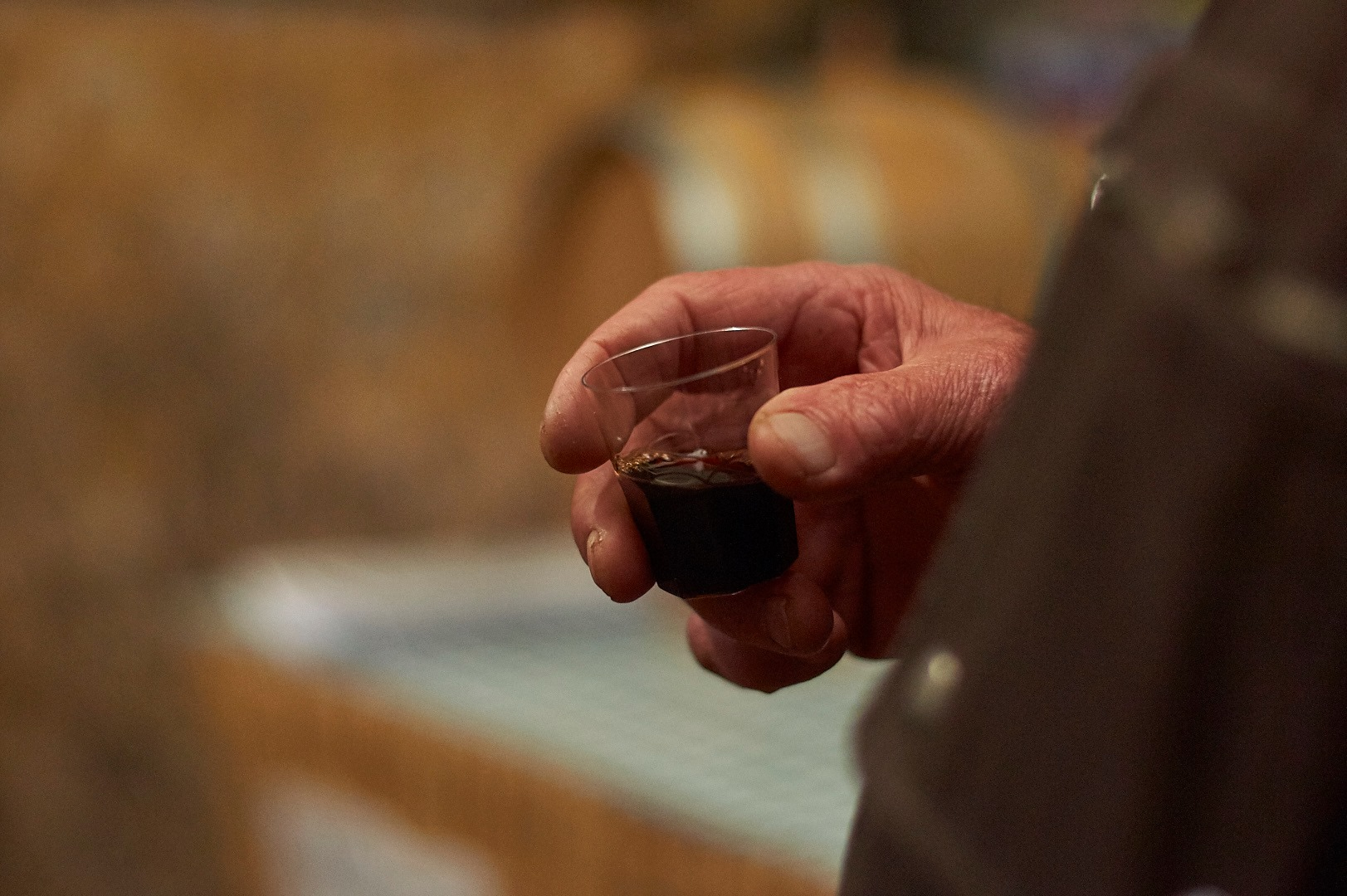
Bicchiere di vino cotto, bevanda principe del periodo pasquale abruzzese.

Si tratta di una tradizione diffusa nelle zone delle vallate dei fiumi Piomba e Vomano dove gruppi del tutto improvvisati, si recavano per le abitazioni inneggiando attraverso i canti il lungo Calvario del Cristo sino alla sua resurrezione. Uova, pizze di pasqua ma soprattutto il tipico dolce Lu Castelle (antenato dell'uovo di Pasqua bagnato
con vino cotto locale), erano i doni più comuni che "Li Passijunire" ricevevano alla fine dei canti.
Questi tipi di canti rientrano nell'ambito dei canti di cerca, di questua come il Sant'Antonio in Abruzzo, il San Lazzaro in Puglia e Sant'Agata in Sicilia. 
Differentemente dagli altri, Lu Giuviddì Sande, con la scomparsa dei cantori più anziani si è andato lentamente perdendo, lasciando alle spalle una tradizione centenaria, che si andava ripetendo anno dopo anno, Pasqua dopo Pasqua.
Tra le genti del territorio era un giorno diverso dagli altri nella Settimana Santa, si legavano le campane e si iniziava la cerca per le case con canti di questua narrativi della Passione di Gesù Cristo, dal tradimento di Giuda Iscariota alla Resurrezione. Al Gloria della Messa solenne si suonano e poi s'attacche li campane da questo momento si riprende il normale funzionamento al Gloria della sera del Sabato Santo. I più anziani del posto usano abbinare al silenzio delle campane un faticosissimo digiuno Lu trapasse che fatto per sette anni consecutivi, così dice la credenza religiosa, ha la capacità di purificare eternamente un'anima cara nel Purgatorio. Il prete incarica giovani del posto durante questi giorni di silenzio a girare per le vie del paese con il classico strumento popolare, in sostituzione delle campane, lu ciuccule per annunciare le varie funzioni religiose. 

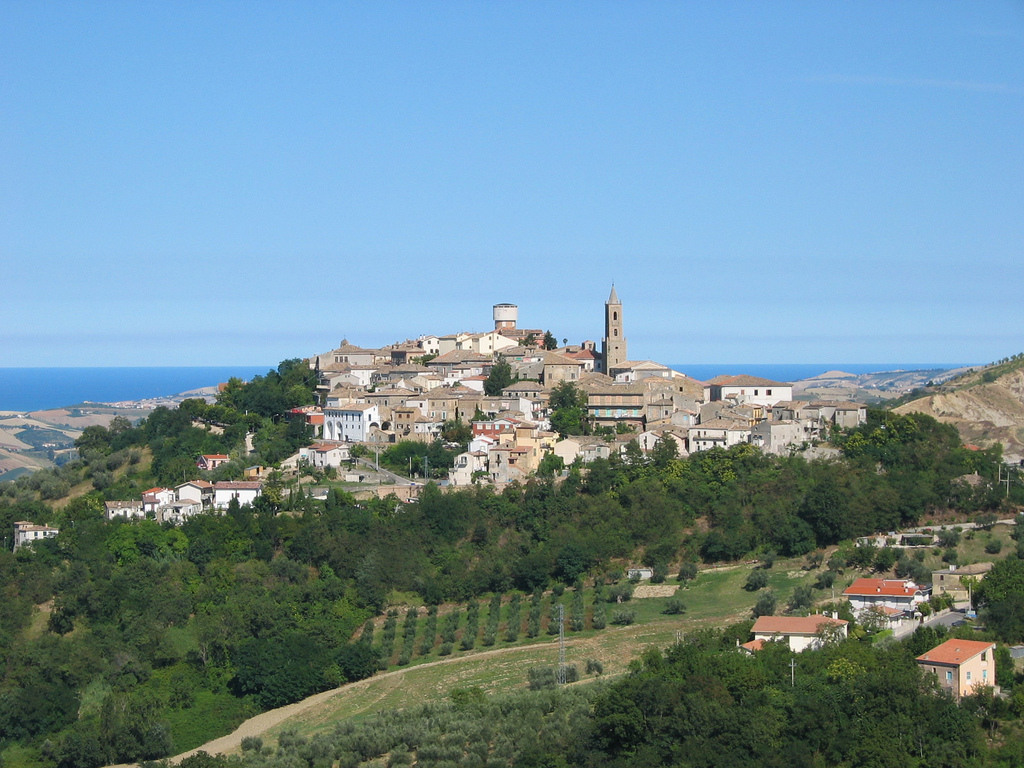
Veduta di Cellino Attanasio, provincia di Teramo

"E la sere de lu Giuviddì Sande lu ciele se copre e li cruce s'ammande, e s'ammande pe' devuzione nu jeme candenne la Passione"
Di recente vi è stata una forte riscoperta verso il tema dei Canti di questua della Settimana Santa e sono nati diversi gruppi che cercano di ripercorrere i passi dei suonatori più anziani.
A Cellino Attanasio, inoltre, il week-end che precede la Santa Pasqua, viene organizzata una manifestazione, denominata "Lu Giuviddì Sande", in cui gruppi di musica popolare, locali e non, propongono i loro diversi canti. Sono presenti anche teatranti ed esposizioni; negli stand si possono gustare prodotti tipici del territorio, in particolare quei prodotti che si trovano nelle case contadine nel periodo pasquale che stanno scomparendo o che sono scomparsi, come "Lu Mazzarellone".